# Digitalis
- Commons
- Wikispecies

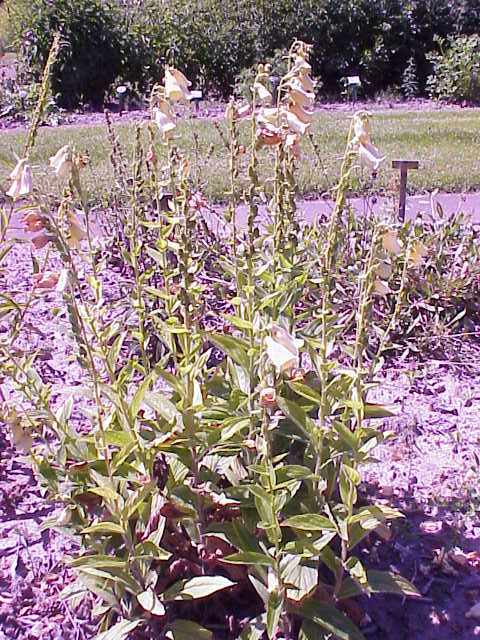
Digitalis ciliata.

Digitalis L. é um género botânico pertencente à família Plantaginaceae. Tradicionalmente este gênero era classificado na família das Scrophulariaceae.
Plantas nativas da Europa, Ásia Menor e norte da África.

## Classificação do gênero
| Sistema | Classificação                        | Referência               |
| ------- | ------------------------------------ | ------------------------ |
| Linné   | Classe Didynamia, ordem Angiospermia | Species plantarum (1753) |

## Espécies
- Digitalis ciliata
- Digitalis purpurea
- Digitalis thapsi